# John Robert Hall

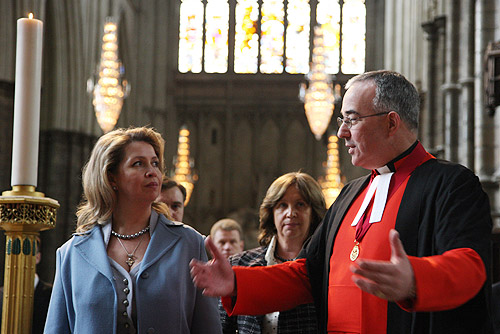
John Hall bei einem Besuch von Swetlana Medwedewa in der Westminster Abbey (April 2009)

John Robert Hall, KCVO FRSA (* 13. März 1949 in London) ist ein Priester der Church of England und ehemaliger Dekan von Westminster.

## Leben
Aufgewachsen in Süd-London, lebte er kurze Zeit in Kenia. Er studierte Theologie am St Dunstan's College, Catford, und an der Universität Durham (St Chad's College) und unterrichtete zwei Jahre an einer High School in Hull. Seine Ausbildung vervollständigte er am Cuddesdon Theological College. 
Er wurde 1975 zum Priester geweiht und diente nacheinander in Gemeinden in Kennington (1975 bis 1978), Wimbledon (1978 bis 1984) und Streatham in der Diözese Southwark (1984 bis 1992). Er war von 1984 bis 1992 Mitglied der Allgemeinen Synode der Kirche von England. Von 1992 bis 1998 war er Diözesan-Direktor für Bildung und von 1994 bis 1998 residierender Domherr in Blackburn.
In der Zeit von 1998 bis 2006 war er Generalsekretär der Nationalen Gesellschaft zur Förderung des Religionsunterrichtes und von 1998 bis 2002 Generalsekretär des Vorstandes in Bildungsfragen der Kirche von England. Als Chief Education Officer der Kirche von England fungierte er von 2002 bis 2006. Er war von 2003 bis 2006 ehrenamtlicher Pfarrer von South Norwood St. Alban, Southwark. 
Am 19. September 2006 hat Königin Elisabeth II. mitgeteilt, dass John Robert Hall BA FRSA, nach dem Rücktritt von (Arthur) Wesley Carr KCVO MA PhD, zum 38. Dekan der Stiftskirche von St. Peter in Westminster ernannt wurde. Er wurde am 2. Dezember 2006 in sein Amt eingeführt und führte es bis zum 1. November 2019. Sein Nachfolger wurde David Hoyle.

## Wirken
Canon Hall hat viel über pädagogische Fragen geschrieben und war maßgeblich an der Erstellung des „Dearing Report“ und seiner Weiterverfolgung beteiligt, was dazu geführt hat, dass eine deutliche Ausweitung der kirchlichen Sekundarschulen im Vereinigten Königreich vorgenommen wurde. Er war zu verschiedenen Zeiten Gouverneur von zehn Schulen, zwei Universitäten und Mitglied von zwei lokalen Bildungseinrichtungen gewesen.
Als Dekan von Westminster hält er den Vorsitz des Präsidiums der Westminster School.
Er ist Mitglied der königlichen Kunst-Gesellschaft (Royal Society of Arts) und wurde 2007 von der Universität Roehampton zum Ehrendoktor ernannt. 
Die persönlichen Interessen des unverheirateten Hall liegen in Musik und politischer Geschichte.

## Auszeichnungen
- Knight Commander des Royal Victorian Order, 30. Oktober 2019[1]